# Chariaspilates formosaria

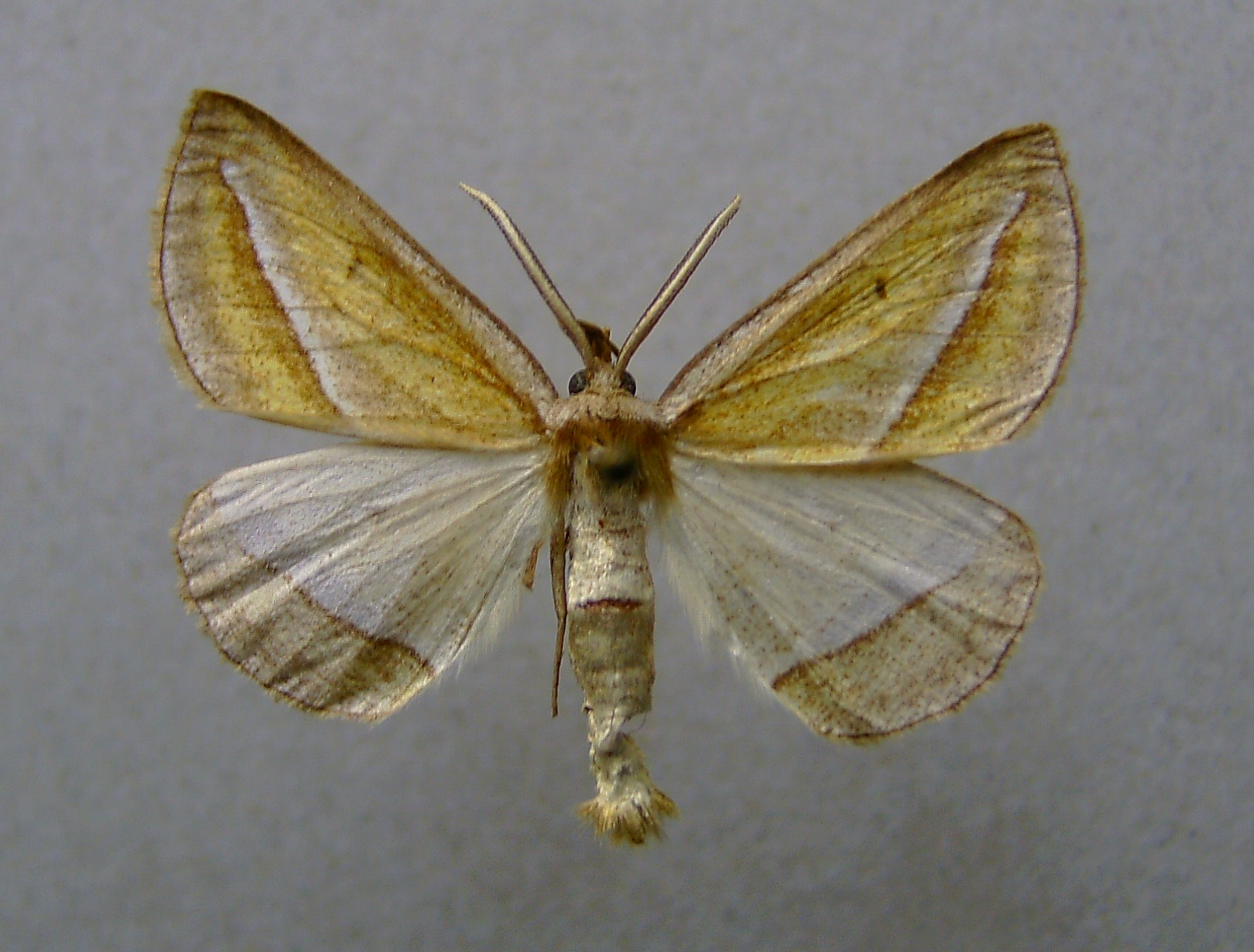
Chariaspilates formosaria, Männchen

Chariaspilates formosaria, zuweilen auch als Moorwiesen-Striemenspanner bezeichnet, ist ein Schmetterling (Nachtfalter) aus der Familie der Spanner (Geometridae).

## Merkmale

### Falter
Zwischen den Geschlechtern besteht ein leichter Sexualdimorphismus. Die Flügelspannweite der Weibchen beträgt 38 bis 43 Millimeter, diejenige der kleineren Männchen 31 bis 37 Millimeter. Die Vorderflügel weiblicher Falter sind gestreckt und am Apex stark zugespitzt, diejenigen der Männchen sind kürzer und meist runder. Beide Geschlechter zeigen eine goldgelbe Grundfärbung, die partiell bräunlich überstäubt ist. Beginnend von der Flügelspitze verläuft eine dunkle Querlinie schräg bis zur Mitte des Innenrandes, die innen hell angelegt ist. Außerdem ist ein oftmals schwach ausgebildeter, schwarzer Mittelpunkt zu erkennen. Der Vorderrand ist aufgehellt. Auf den weißlichen Hinterflügeln befindet sich eine gerade braune Querlinie. Der Saumbereich ist etwas verdunkelt. Sämtliche Fransen schimmern bräunlich. Die Fühler der Männchen sind beidseitig kurz gekämmt, diejenigen der Weibchen sind schwach sägezähnig.

### Ei
Das runde Ei hat zunächst eine honiggelbe Farbe, die sich später in zinnoberrot wandelt.

### Raupe
Erwachsene Raupen haben eine braune bis violettgraue Färbung, die mit einer hellen Marmorierung vermischt ist. Eine schwarze Rückenlinie befindet sich nur auf den vorderen Segmenten. Der helle Seitenstreifen ist breit angelegt.

### Puppe
Die Puppe ist glänzend schwarzbraun gefärbt und zeigt am Kremaster zwei kegelförmige Spitzen, die an der Außenseite je einen kleinen Zahn erkennen lassen.

## Geographische Verbreitung und Vorkommen
Chariaspilates formosaria kommt in wenigen moorigen Gebieten in Europa sehr lokal vor und ist auch in Japan vereinzelt anzutreffen. Die Art bewohnt Niedermoore, sumpfige Wiesen und Ufergebiete.

## Lebensweise
Hauptflugzeit der Falter sind die Monate Juni und Juli. Bei Zuchten kann auch eine zweite Generation erreicht werden, die als C. formosaria f.autumnalis Pfau bezeichnet wird und im September oder Oktober schlüpft. In der Natur leben die Raupen ab August, überwintern und verpuppen sich im Mai des folgenden Jahres. Sie ernähren sich bevorzugt von Gagel (Myrica gale) oder Gewöhnlichem Gilbweiderich (Lysimachia vulgaris).  Bei Zuchten nehmen sie auch Sumpfdotterblumen (Caltha palustris) an.

## Gefährdung
Chariaspilates formosaria ist von den deutschen Bundesländern nur in Mecklenburg-Vorpommern anzutreffen, und zwar sehr lokal im Naturschutzgebiet Anklamer Stadtbruch. Die Art wird auf der Roten Liste gefährdeter Arten in Kategorie 1 (vom Aussterben bedroht) geführt.

## Unterarten
Folgende Unterarten sind bekannt:
- Chariaspilates formosaria formosaria
- Chariaspilates formosaria andriana
- Chariaspilates formosaria pannonicus